# 1. ŽNL Primorsko-goranska 2022./23.
Ovaj članak je podtema članka: 6. rang HNL-a 2022./23.

1. ŽNL Primorsko-goranska u sezoni 2022./23. je predstavljala prvi stupanj županijske lige u Primorsko-goranskoj županiji, te ligu šestog stupnja hrvatskog nogometnog prvenstva. 
 
Sudjelovalo je 10 klubova, a prvak lige je postao klub "Lovran".

## Sustav natjecanja
Deset klubova igra dvokružnu ligu (18 kola).

## Ljestvica
| mj. | klub                 | ut. | pob. | ner. | por. | gol+ | gol- | bod |
| --- | -------------------- | --- | ---- | ---- | ---- | ---- | ---- | --- |
| 1.  | Lovran               | 18  | 14   | 3    | 1    | 51   | 20   | 45  |
| 2.  | Mune (Vele Mune)     | 18  | 13   | 2    | 3    | 44   | 17   | 41  |
| 3.  | Vrbovsko             | 18  | 10   | 0    | 8    | 37   | 38   | 30  |
| 4.  | Vihor Baška          | 18  | 7    | 4    | 7    | 42   | 40   | 25  |
| 5.  | Rab                  | 18  | 6    | 4    | 8    | 40   | 41   | 22  |
| 6.  | Lošinj (Mali Lošinj) | 18  | 6    | 4    | 8    | 26   | 35   | 22  |
| 7.  | Omladinac Vrata      | 18  | 6    | 4    | 8    | 22   | 40   | 22  |
| 8.  | Rikard Benčić Rijeka | 18  | 6    | 2    | 10   | 29   | 30   | 20  |
| 9.  | Rječina Dražice      | 18  | 4    | 6    | 8    | 26   | 33   | 18  |
| 10. | Goranin Delnice      | 18  | 3    | 1    | 14   | 20   | 43   | 10  |

## Rezultatska križaljka
Ažurirano: 15. lipnja 2023. (kraj sezone)
| kratica | klub                 | GOR      | LOŠ | LOV | MUNE | OML | RAB | RIKB | RJE | VIH | VRB |
| --- | -------------------- | -------- | --- | --- | ---- | --- | --- | ---- | --- | --- | --- |
| GOR | Goranin Delnice      |          | 2:0 | 2:3 | 0:1  | 0:1 | 1:1 | 0:1  | 0:2 | 5:1 | 3:1 |
| LOŠ | Lošinj (Mali Lošinj) | 2:1      |     | 1:2 | 1:4  | 1:0 | 2:0 | 1:0  | 3:0 | 2:2 | 0:2 |
| LOV | Lovran               | 5:0      | 2:2 |     | 3:1  | 5:1 | 4:1 | 1:0  | 2:1 | 2:2 | 1:2 |
| MUNE | Mune (Vele Mune)     | 2:0      | 3:1 | 0:1 |      | 2:0 | 9:0 | 3:2  | 2:0 | 2:0 | 3:0 |
| OML | Omladinac Vrata      | 4:1      | 2:2 | 0:6 | 1:1  |     | 1:5 | 2:1  | 0:0 | 2:1 | 3:0 |
| RAB | Rab                  | 3:0 p.f. | 1:2 | 1:3 | 3:3  | 5:1 |     | 4:1  | 2:1 | 5:0 | 2:3 |
| RIKB | Rikard Benčić Rijeka | 4:0      | 6:0 | 1:2 | 1:2  | 1:2 | 1:1 |      | 0:0 | 2:1 | 1:0 |
| RJE | Rječina Dražice      | 5:2      | 4:4 | 0:2 | 0:3  | 0:0 | 2:2 | 1:2  |     | 3:2 | 3:2 |
| VIH | Vihor Baška          | 5:2      | 1:0 | 3:3 | 3:1  | 6:1 | 5:3 | 4:0  | 2:2 |     | 2:1 |
| VRB | Vrbovsko             | 2:1      | 3:2 | 2:4 | 1:2  | 3:1 | 2:1 | 6:5  | 3:2 | 4:2 |     |
| |                      |          |     |     |      |     |     |      |     |     |     |
| podebljan rezultat - utakmice od 1. do 9. kola (1. utakmica između klubova) rezultat normalne debljine - utakmice od 10. do 18. kola (2. utakmica između klubova) rezultat nakošen - nije vidljiv redoslijed odigravanja međusobnih utakmica iz dostupnih izvora rezultat smanjen * - iz dostupnih izvora nije uočljiv domaćin susreta prekrižen rezultat - poništena ili brisana utakmica p - utakmica prekinuta 3:0 p.f. / 0:3 p.f. - rezultat 3:0 bez borbe n.i. - nije igrano |                      |          |     |     |      |     |     |      |     |     |     |

 Izvori:

## Vanjske poveznice
- nspgz.hr, Nogometni savez Primorsko-goranske županije
- grevagol.com
- sportcom.hr, 1. ŽNL